# Army of Lovers/Diskografie
Diese Diskografie ist eine Übersicht über die musikalischen Werke der schwedischen Popgruppe Army of Lovers.

## Alben

### Studioalben
| Jahr | Titel                                         | Höchstplatzierung, Gesamtwochen, AuszeichnungChartplatzierungen (Jahr, Titel, Platzierungen, Wochen, Auszeichnungen, Anmerkungen) | Höchstplatzierung, Gesamtwochen, AuszeichnungChartplatzierungen (Jahr, Titel, Platzierungen, Wochen, Auszeichnungen, Anmerkungen) | Höchstplatzierung, Gesamtwochen, AuszeichnungChartplatzierungen (Jahr, Titel, Platzierungen, Wochen, Auszeichnungen, Anmerkungen) | Höchstplatzierung, Gesamtwochen, AuszeichnungChartplatzierungen (Jahr, Titel, Platzierungen, Wochen, Auszeichnungen, Anmerkungen) | Höchstplatzierung, Gesamtwochen, AuszeichnungChartplatzierungen (Jahr, Titel, Platzierungen, Wochen, Auszeichnungen, Anmerkungen) | Anmerkungen                                                         |
| Jahr | Titel                                         | DE | AT | CH | UK | SE | Anmerkungen                                                         |
| ---- | --------------------------------------------- | --- | --- | --- | --- | --- | ------------------------------------------------------------------- |
| 1990 | Disco Extravaganza (EU) / Army of Lovers (US) | — | — | — | — | SE49 (1 Wo.)SE | Erstveröffentlichung: März 1990 Executive Producer: Ola Håkansson   |
| 1991 | Massive Luxury Overdose                       | DE13 (22 Wo.)DE | AT7 Gold · (20 Wo.)AT | CH21 (12 Wo.)CH | — | SE9 (6 Wo.)SE | Erstveröffentlichung: August 1991 Executive Producer: Ola Håkansson |
| 1992 | Massive Luxury Overdose (U. S. Edition)       | — | — | — | — | — | Erstveröffentlichung: 1992                                          |
| 1993 | The Gods of Earth and Heaven                  | — | — | — | — | SE36 (2 Wo.)SE | Erstveröffentlichung: April 1993 Executive Producer: Ola Håkansson  |
| 1994 | Glory Glamour and Gold                        | — | — | — | — | — | Erstveröffentlichung: 1994                                          |

### Kompilationen
| Jahr | Titel              | Höchstplatzierung, Gesamtwochen, AuszeichnungChartplatzierungen (Jahr, Titel, Platzierungen, Wochen, Auszeichnungen, Anmerkungen) | Höchstplatzierung, Gesamtwochen, AuszeichnungChartplatzierungen (Jahr, Titel, Platzierungen, Wochen, Auszeichnungen, Anmerkungen) | Höchstplatzierung, Gesamtwochen, AuszeichnungChartplatzierungen (Jahr, Titel, Platzierungen, Wochen, Auszeichnungen, Anmerkungen) | Höchstplatzierung, Gesamtwochen, AuszeichnungChartplatzierungen (Jahr, Titel, Platzierungen, Wochen, Auszeichnungen, Anmerkungen) | Höchstplatzierung, Gesamtwochen, AuszeichnungChartplatzierungen (Jahr, Titel, Platzierungen, Wochen, Auszeichnungen, Anmerkungen) | Anmerkungen                                                                               |
| Jahr | Titel              | DE | AT | CH | UK | SE | Anmerkungen                                                                               |
| ---- | ------------------ | --- | --- | --- | --- | --- | ----------------------------------------------------------------------------------------- |
| 1995 | Les Greatest Hits  | — | — | — | — | SE40 (5 Wo.)SE | Erstveröffentlichung: Oktober 1995                                                        |
| 2001 | Le grand docu-soap | — | — | — | — | SE24 (5 Wo.)SE | Erstveröffentlichung: August 2001                                                         |
| 2013 | Big Battle of Egos | — | — | — | — | SE40 (2 Wo.)SE | Erstveröffentlichung: März 2013 Executive Producer: Alexander Bard, Maria Molin Ljunggren |

Weitere Kompilationen
- 1997: Army of Lovers
- 1997: Master Series
- 2001: Le remixed docu-soap
- 2003: 14 Klassiker
- 2016: Ten Best (10 AAC-Files)

### EPs
- 2013: Scandinavian Crime EP

## Singles
| Jahr | Titel Album                                              | Höchstplatzierung, Gesamtwochen, AuszeichnungChartplatzierungen (Jahr, Titel, Album, Platzierungen, Wochen, Auszeichnungen, Anmerkungen) | Höchstplatzierung, Gesamtwochen, AuszeichnungChartplatzierungen (Jahr, Titel, Album, Platzierungen, Wochen, Auszeichnungen, Anmerkungen) | Höchstplatzierung, Gesamtwochen, AuszeichnungChartplatzierungen (Jahr, Titel, Album, Platzierungen, Wochen, Auszeichnungen, Anmerkungen) | Höchstplatzierung, Gesamtwochen, AuszeichnungChartplatzierungen (Jahr, Titel, Album, Platzierungen, Wochen, Auszeichnungen, Anmerkungen) | Höchstplatzierung, Gesamtwochen, AuszeichnungChartplatzierungen (Jahr, Titel, Album, Platzierungen, Wochen, Auszeichnungen, Anmerkungen) | Höchstplatzierung, Gesamtwochen, AuszeichnungChartplatzierungen (Jahr, Titel, Album, Platzierungen, Wochen, Auszeichnungen, Anmerkungen) | Anmerkungen |
| Jahr | Titel Album                                              | DE | AT | CH | UK | SE | Dance | Anmerkungen |
| ---- | -------------------------------------------------------- | --- | --- | --- | --- | --- | --- | --- |
| 1991 | Crucified Massive Luxury Overdose                        | DE5 (26 Wo.)DE | AT3 (18 Wo.)AT | CH6 (17 Wo.)CH | UK31 (10 Wo.)UK | SE8 (8 Wo.)SE | Dance6 (11 Wo.)Dance | Erstveröffentlichung: April 1991 Autoren: Alexander Bard, Anders Wollbeck, Jean-Pierre Barda                                                                |
| 1991 | Obsession Massive Luxury Overdose                        | DE7 (19 Wo.)DE | AT7 (13 Wo.)AT | CH7 (12 Wo.)CH | UK67 (1 Wo.)UK | SE2 (10 Wo.)SE | Dance11 (11 Wo.)Dance | Erstveröffentlichung: August 1991 Autoren: Alexander Bard, Anders Wollbeck                                                                                  |
| 1991 | Candyman Messiah Massive Luxury Overdose                 | — | — | — | — | SE22 (3 Wo.)SE | — | Erstveröffentlichung: November 1991 Autoren: Alexander Bard, Anders Wollbeck, Camilla Henemark, Jean-Pierre Barda                                           |
| 1992 | Ride the Bullet (The 1991 Remix) Massive Luxury Overdose | DE22 (11 Wo.)DE | AT4 (8 Wo.)AT | CH40 (1 Wo.)CH | UK67 (1 Wo.)UK | SE32 (2 Wo.)SE | — | Erstveröffentlichung: März 1992 Autoren: Alexander Bard, Anders Wollbeck, Emil Hellman, Camilla Henemark, Jean-Pierre Barda                                 |
| 1992 | Judgement Day Massive Luxury Overdose (U. S. Edition)    | DE82 (4 Wo.)DE | — | — | — | — | — | Erstveröffentlichung: Juli 1992 Autoren: Alexander Bard, Anders Wollbeck, Jean-Pierre Barda, Michaela Dornonville de la Cour                                |
| 1993 | Israelism The Gods of Earth and Heaven                   | DE32 (9 Wo.)DE | — | CH31 (2 Wo.)CH | — | SE10 (4 Wo.)SE | — | Erstveröffentlichung: März 1993 Autoren: Alexander Bard, Anders Wollbeck, Jean-Pierre Barda, Dominika Peczynski, Michaela Dornonville de la Cour            |
| 1993 | La plage de Saint Tropez The Gods of Earth and Heaven    | DE83 (4 Wo.)DE | — | — | — | — | — | Erstveröffentlichung: August 1993 Autoren: Alexander Bard, Anders Wollbeck, Jean-Pierre Barda, Dominika Peczynski, Michaela Dornonville de la Cour          |
| 1994 | Lit de Parade Glory Glamour and Gold                     | DE80 (6 Wo.)DE | — | — | — | SE13 (13 Wo.)SE | — | Erstveröffentlichung: August 1994 feat. Big Money! Autoren: Anders Wollbeck, Jean-Pierre Barda, Vasa, Alexander Bard, Ola Håkansson, Tim Norell             |
| 1995 | Give My Life Les Greatest Hits                           | — | — | — | — | SE6 (18 Wo.)SE | — | Erstveröffentlichung: September 1995 Autoren: Alexander Bard, Jean-Pierre Barda, Tim Norell                                                                 |
| 1996 | Venus and Mars Les Greatest Hits                         | — | — | — | — | SE30 (4 Wo.)SE | — | Erstveröffentlichung: Januar 1996 Autoren: Alexander Bard, Ola Håkansson, Tim Norell                                                                        |
| 1996 | King Midas Les Greatest Hits (Reissue)                   | — | — | — | — | SE31 (6 Wo.)SE | — | Erstveröffentlichung: Februar 1996 Autoren: Alexander Bard, Jonas Berggren                                                                                  |
| 2001 | Let the Sunshine In Le grand docu-soap                   | — | — | — | — | SE24 (10 Wo.)SE | — | Erstveröffentlichung: März 2001 Autoren: Galt MacDermot, James Rado, Gerome Ragni Original: Hair Original Broadway Cast, 1968                               |
| 2001 | Hands Up Le grand docu-soap                              | — | — | — | — | SE44 (6 Wo.)SE | — | Erstveröffentlichung: Juli 2001 Autoren: Daniel Vangarde, Jean Kluger Original: Ottawan, 1980                                                               |
| 2013 | Rockin’ the Ride Big Battle of Egos                      | — | — | — | — | SE50 (1 Wo.)SE | — | Erstveröffentlichung: 23. Februar 2013 Autoren: Alexander Bard, Andreas Öhrn, Henrik Wikström, Jean-Pierre Barda, Per QX                                    |
| 2013 | Crucified 2013 Big Battle of Egos                        | — | — | — | — | — | Dance18 (10 Wo.)Dance | Erstveröffentlichung: 7. August 2013 Produzent und Mix: Niklas Bergwall                                                                                     |
| 2015 | People Are Lonely Garden of Men and Machines             | — | — | — | — | — | Dance49 (1 Wo.)Dance | Erstveröffentlichung: 5. Februar 2014 Gravitonas feat. Army of Lovers Autoren: Alexander Bard, Andreas Öhrn, Henrik Wikström, Jean-Pierre Barda, Stefan Örn |

Weitere Singles
- 1988: When the Night Is Cold
- 1988: Love Me Like a Loaded Gun
- 1989: Baby’s Got a Neutron Bomb
- 1990: Ride the Bullet
- 1990: My Army of Lovers
- 1990: Supernatural
- 1993: I Am
- 1994: Sexual Revolution
- 1995: Life Is Fantastic
- 2013: Signed on My Tattoo (feat. Gravitonas)
- 2023: Love is Blue

## Videoalben
- 1993: Videovaganza 1990–1993
- 2005: Hurrah Hurrah Apocalypse: The Definitive Video Collection

## Statistik

### Chartauswertung
|                     | DE    | AT    | CH    | UK    | SE    |
| ------------------- | ----- | ----- | ----- | ----- | ----- |
| Nummer-eins-Alben   | DE—DE | AT—AT | CH—CH | UK—UK | SE—SE |
| Top-10-Alben        | DE—DE | AT1AT | CH—CH | UK—UK | SE1SE |
| Alben in den Charts | DE1DE | AT1AT | CH1CH | UK—UK | SE6SE |

|                       | DE    | AT    | CH    | UK    | SE     | Dance       |
| --------------------- | ----- | ----- | ----- | ----- | ------ | ----------- |
| Nummer-eins-Singles   | DE—DE | AT—AT | CH—CH | UK—UK | SE—SE  | Dance—Dance |
| Top-10-Singles        | DE2DE | AT3AT | CH2CH | UK—UK | SE4SE  | Dance1Dance |
| Singles in den Charts | DE7DE | AT3AT | CH4CH | UK3UK | SE12SE | Dance4Dance |

### Auszeichnungen für Musikverkäufe
Anmerkung: Auszeichnungen in Ländern aus den Charttabellen bzw. Chartboxen sind in ebendiesen zu finden.
| Land/RegionAuszeichnungen für Musikverkäufe (Land/Region, Auszeichnungen, Verkäufe, Quellen) | Gold  | Platin | Verkäufe | Quellen |
| -------------------------------------------------------------------------------------------- | ----- | ------ | -------- | ------- |
| Österreich (IFPI)                                                                            | Gold1 | —      | 25.000   | ifpi.at |
| Insgesamt                                                                                    | Gold1 | —      |          |         |